# Tricimba digitata
Tricimba digitata är en tvåvingeart som beskrevs av Ismay 1993. Tricimba digitata ingår i släktet Tricimba och familjen fritflugor. Inga underarter finns listade i Catalogue of Life.